# 외식프랜차이즈진흥원
외식프랜차이즈진흥원은 외식프랜차이즈 산업과 관련된(외식, 조리, 식품, 급식, 호텔, 관광, 프랜차이즈, 유통물류 등)학술연구, 이론 및 정책개발, 업계지원 등 산학관 협동체제를 통한 외식프랜차이즈 산업의 학계 및 업계 발전에 기여
하기 위하여  2011년 2월 24일 농림축산식품부로부터 설립허가된 사단법인이다.. 사무실은 서울특별시 종로구 종로구 종로8길 17, 3층에 있다. 진흥원원장은 '서민교'이다.